# キクガシラコウモリ
キクガシラコウモリ（菊頭蝙蝠、Rhinolophus ferrumequinum）は、翼手目キクガシラコウモリ科キクガシラコウモリ属に分類されるコウモリ。

## 分布
イギリスからモロッコ、インド北部、日本にかけて
模式産地はフランス。

## 形態
体長6.3-8.2cm。尾長2.8-4.5cm。下唇の裸出板は2つに分かれる。鼻葉を菊の花に例えたことが和名の由来とされる。
染色体数は2n = 58。腕数（基本数）はヨーロッパ産基亜種でFN = 60、日本産亜種R. f. nipponでFN = 62と異なる。

## 分類
日本（北海道から九州、伊豆諸島、佐渡、対馬、五島列島、屋久島に分布）を含むユーラシア東部の個体群を、ニホンキクガシラコウモリRhinolophus nipponとして分割する説もある。分子系統解析によると北東アジアの個体群には東日本、西日本、熊本および大陸部の3系統があり、東アジアの個体群から分かれて日本に進出した個体群が列島内で多様化して大陸へと再進出した可能性が示唆されている。

## 生態
夜行性で、昼間は洞窟や民家等で休む。繁殖期を除いて雌雄別々の群れを形成し生活する。冬季になると洞窟等で冬眠する。
食性は動物食で、コガネムシ・カゲロウなどの昆虫類を食べる。森林等を低速で飛行しながら獲物を捕食し、時には樹上や地表にいる獲物も捕食する。
繁殖形態は胎生。1回に1頭の幼獣を産む。母親は、幼獣が口で擬乳頭を咥え後肢で母親に抱きついた状態のまま飛翔することが多い。メスは多くの個体が生後3年で性成熟する。20年以上生きた例もある。

## 人間との関係
ねぐらや冬眠場所である洞窟の減少等により、生息数は減少している。
テミンクによると古くは「カクイドリ」という和名（翼手類の総称）で呼ばれていた。のちに波江元吉によってキクガシラコウモリと命名された。
日本では1929年（昭和4年）12月17日に「西湖蝙蝠穴およびコウモリ」、1938年（昭和13年）12月14日に「岩泉湧窟及びコウモリ」として、西湖蝙蝠穴と岩泉湧窟の個体が国の天然記念物に指定されている。
2003年の重症急性呼吸器症候群 (SARS) 流行以降、中国国内に棲息するキクガシラコウモリがSARSコロナウイルス (SARS-CoV) に類似したウイルスを保有していることが分かり、SARS-CoVの大元の保有動物として注目されている。

## 画像

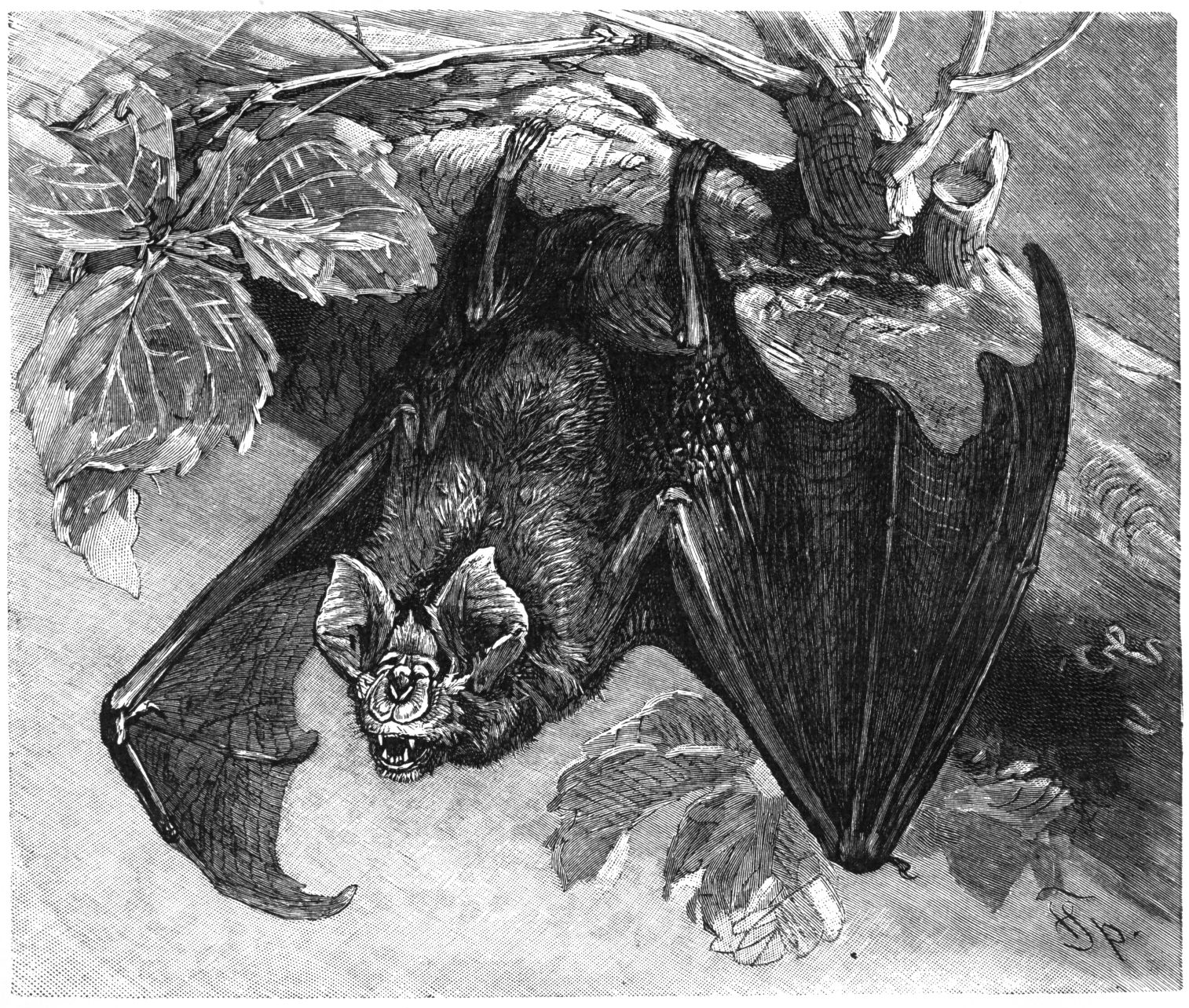
イラスト
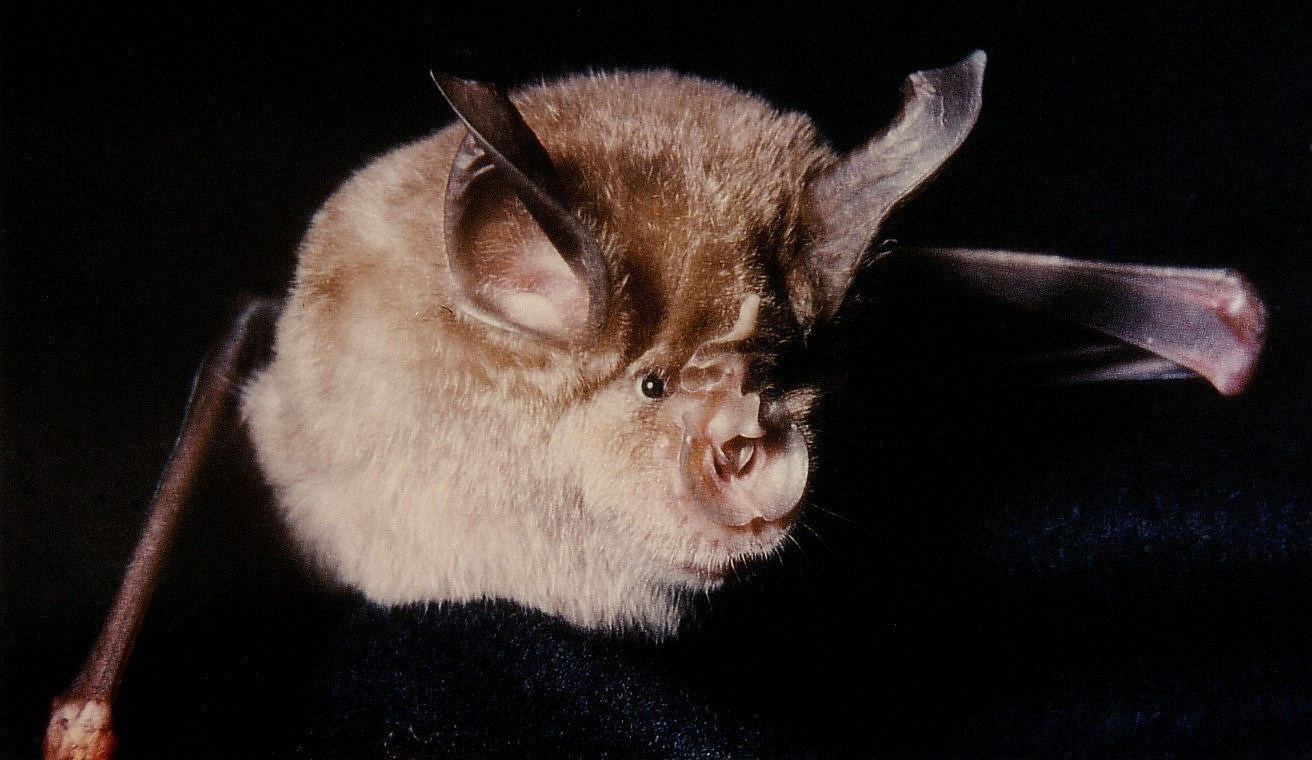
頭部。名前の由来になった特徴的な鼻頭。
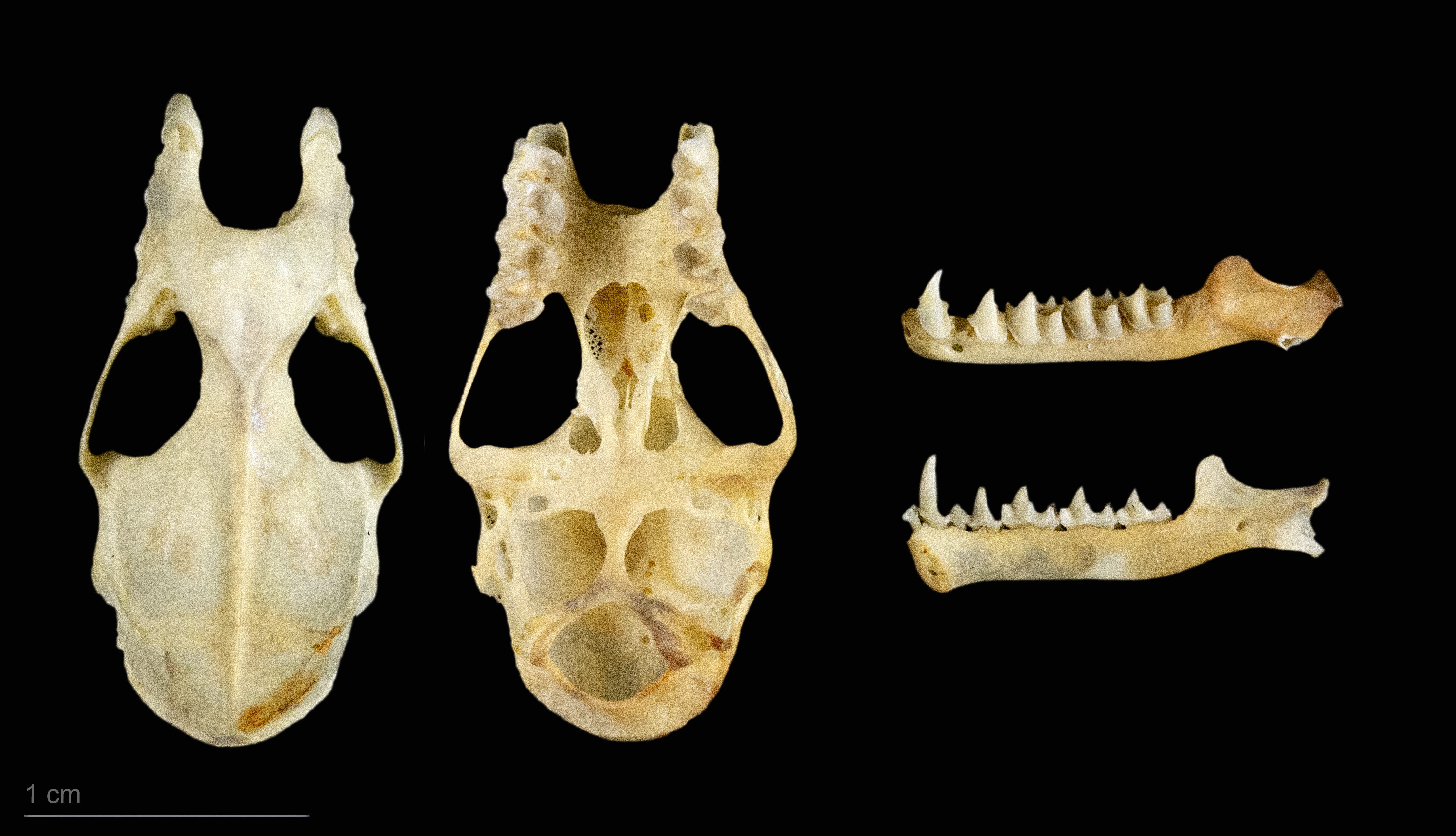
Rhinolophus ferrumequinum